# Соколово (Прокоп'євський округ)
Соколо́во (рос. Соколово) — село у складі Прокоп'євського округу Кемеровської області, Росія.

## Населення
Населення — 388 осіб (2010; 434 у 2002).
Національний склад (станом на 2002 рік):
- росіяни — 93 %